# دونگوان
دونگ گوان (به لاتین: Dongguan) که برای راحتی دونگوان نیز خوانده می‌شود ، یک سکونتگاه مسکونی در جمهوری خلق چین با جمعیت ۸٬۲۲۰٬۲۳۷ نفر است که در گوانگ‌دونگ واقع شده‌است.

## نگارخانه

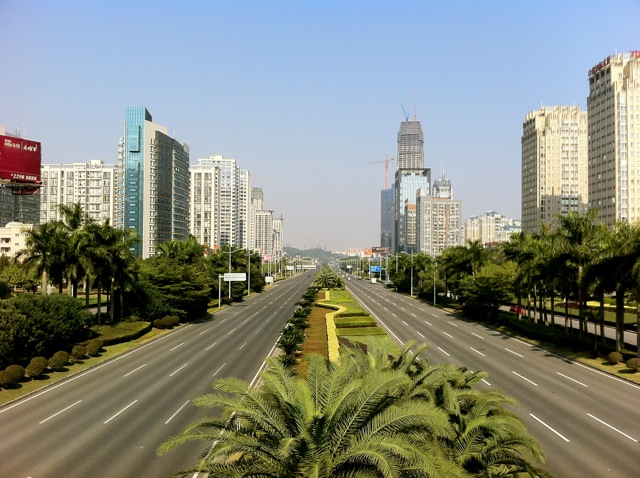
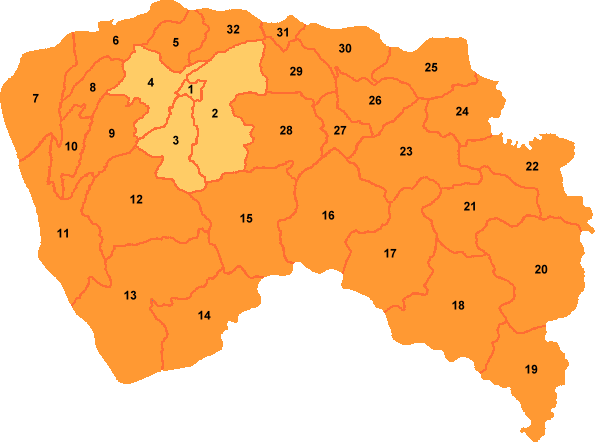
:نقشه ی مناطق دونگ گوان
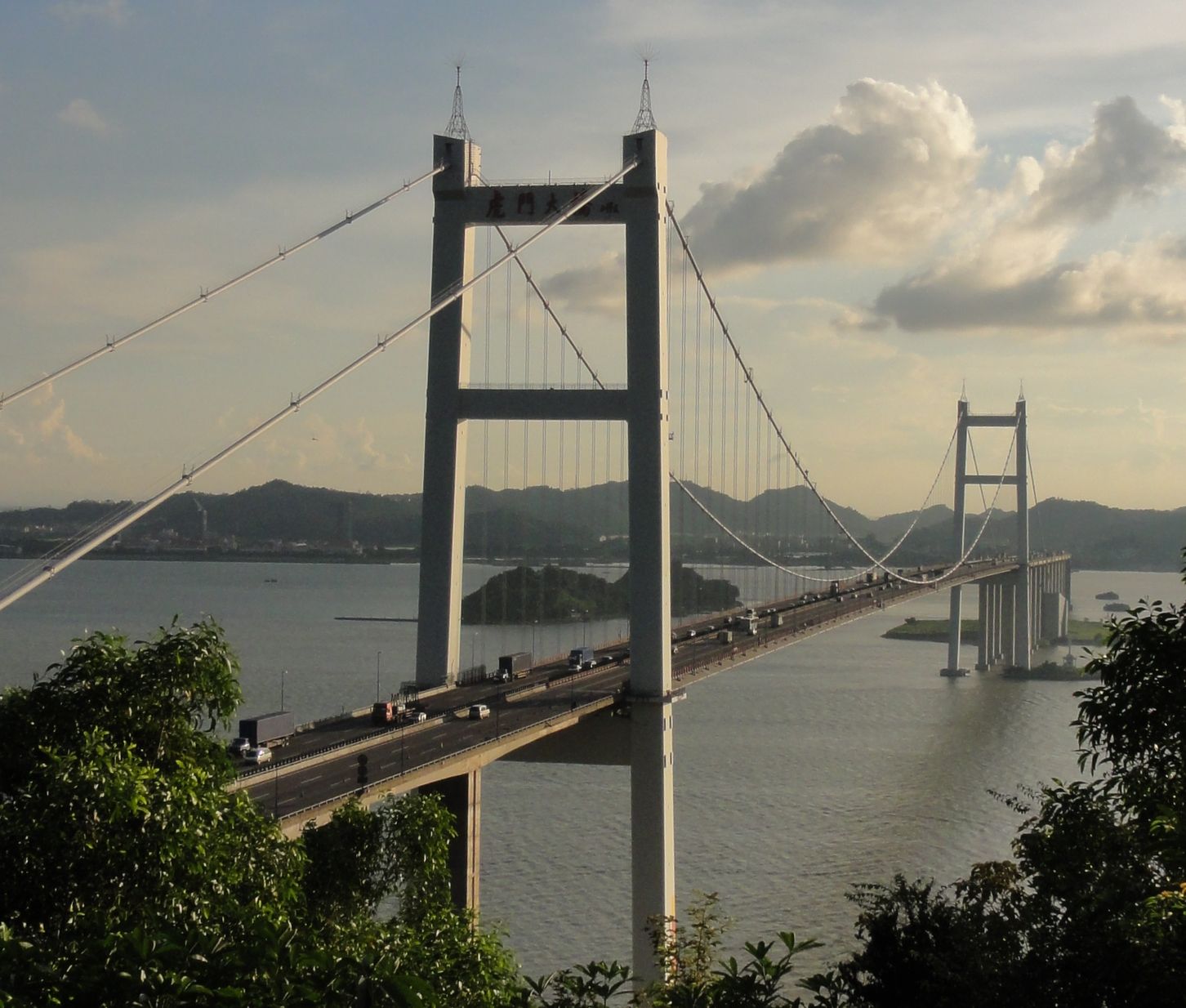
:موقعیت دونگ گوان در ایالت گوانگ دونگ
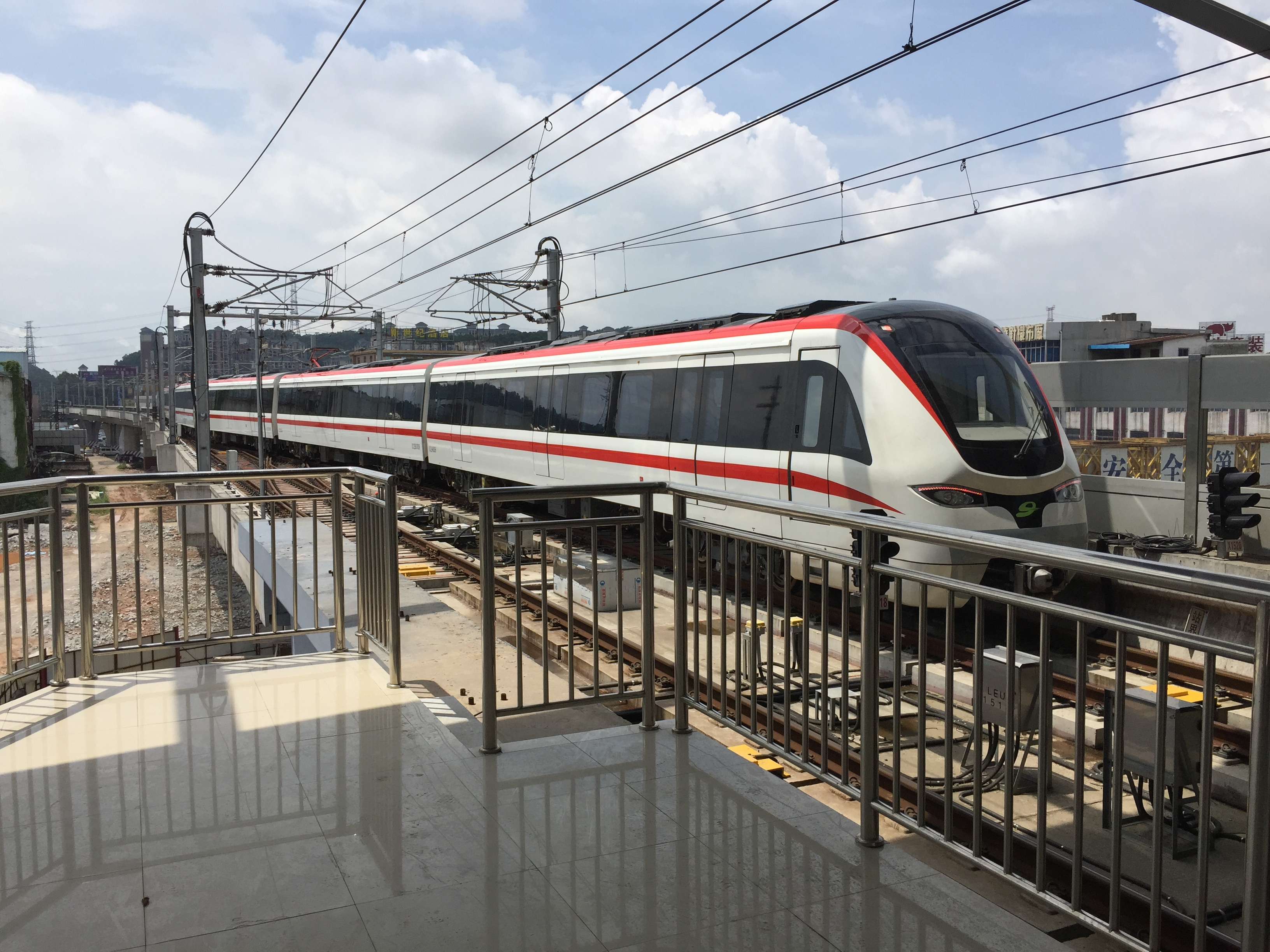
خط شماره ۲ حمل و نقل ریلی دونگ گوان
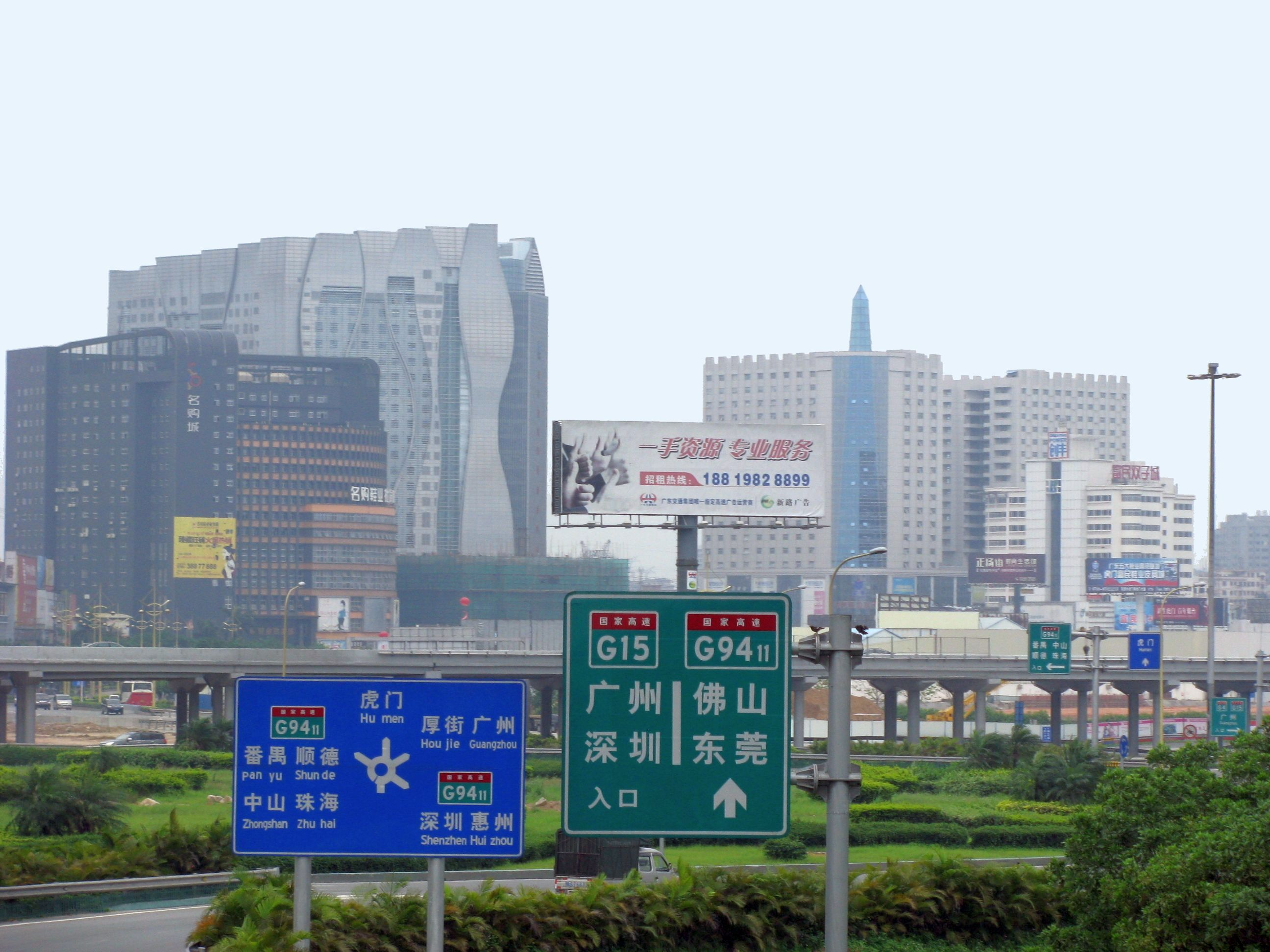